# Chambra
La chambra es una prenda exterior del atuendo femenino aparecida en la segunda mitad del siglo XIX, que supuso la transición del jubón a la blusa. Su nombre es un galicismo tomado de la expresión «robe de chambre» ('vestido o ropa de casa'). En el medio rural era preferentemente de color negro, y blancas o en otros colores en las ciudades.

## Descripción
Definida en el diccionario como blusa usada sobre la camisa interior, por lo general corta y amplia, y con "pocos o ningún adorno", la chambra jugó un papel importante en la evolución de los conjuntos de vestido o traje femenino (resultado de la reunión de una prenda de busto y otra de talle confeccionadas con el mismo tejido, y siguiendo con sencillez el ejemplo de la saya española).
La aparición de fibras nuevas a partir del algodón, más delicadas y de mejor calidad, como el percal, el "bombasí", la "brillantina" y el "elefante", hicieron de este tipo de sobrecamisa una pieza muy popular, que podía adornarse con puntillas, bordados. Por lo general eran prendas ajustadas y de manga larga ceñida de la muñeca al codo, abiéndose luego con mucho vuelo. También era característica la tira del cuello rematada por una puntilla. Se abrochaban con botones delanteros, sobre el busto, facilitando así tareas como el amamantamiento.

## En la literatura
No resulta difícil encontrar mencionada esta prenda en la obra de los novelistas del realismo español del siglo XIX. Así, por ejemplo, Benito Pérez Galdós en su novela Fortunata y Jacinta deja varios pasajes como estas femeninas meditaciones de Jacinta durante su viaje de novios, tras visitar los comercios de las industrias textiles de Barcelona:

"«Está una viendo las cosas todos los días, y no piensa en cómo se hacen, ni se le ocurre averiguarlo. Somos tan torpes, que al ver una oveja no pensamos que en ella están nuestros gabanes. ¿Y quién ha de decir que las chambras y enaguas han salido de un árbol? ¡Toma, el algodón! ¿Pues y los tintes? El carmín ha sido un bichito, y el negro una naranja agria, y los verdes y azules carbón de piedra. Pero lo más raro de todo es que cuando vemos un burro, lo que menos pensamos es que de él salen los tambores. ¿Pues, y eso de que las cerillas se saquen de los huesos, y que el sonido del violín lo produzca la cola del caballo pasando por las tripas de la cabra?».
"
Benito Pérez Galdós Fortunata y Jacinta (capítulo V.III de la primera parte)